# John Case (Philosoph)
John Case (* zwischen 1539 und 1546 in Woodstock; † 1600 in Salisbury) war ein britischer Philosoph und Musikexperte.

## Leben und Werk
John Case wurde zwischen 1539 und 1546 in Woodstock, Oxfordshire, geboren. Er war Chorknabe am New College und in Christ Church, Oxford. 1564 erhielt er ein Stipendium für das St. John’s College in Oxford. Hier stieg er bis zum Professor auf. 1589 wurde er zum Kanoniker in Salisbury ernannt.
John Case hielt Vorlesungen zu Logik und Philosophie. Er veröffentlichte Schriften zum Werk des Aristoteles. Er galt auch als Fachmann in Sachen Musik. In diesem Bereich veröffentlichte er The Praise of Musicke (1586) und Apologia Musices (1588).